# Gérard Muselli
Gérard Muselli, né le 27 novembre 1919 à Châteauroux (Indre), et mort le 29 janvier 1970 à La Teste-de-Buch (Gironde) est un aviateur français, combattant de la Seconde Guerre mondiale et pilote d'essai après-guerre.

## Biographie
Gérard Muselli est breveté pilote militaire en juillet 1938 au sein de l'Armée de l'air et intègre le GC 1/5 en août 1939 à Suippes. En 1940, pendant les durs combats lors de la Campagne de France, le sergent Muselli totalise, avec son Curtiss P-36, six victoires en collaboration et quatre victoires probables en collaboration devenant ainsi un as de l'aviation française. Il combat aux côtés du capitaine Marin La Meslée et du sous-lieutenant Accart. Les conditions sont difficiles et il doit, à cause des tirs adverses, atterrir à plusieurs reprises (les 13 et 18/05/1940)sur le ventre avec son appareil.
En juin 1940, son groupe de chasse doit reculer à la suite de l'avancée rapide des troupes allemandes. Le GC 1/5 se replie au Maroc. Après l'armistice de juin 1940, le groupe est équipé de P-47 Thunderbolt américains et le sergent-chef Muselli continue le combat jusqu'à la victoire des alliés en Allemagne. Il totalise 73 missions de bombardement et mitraillage ainsi que 108 missions de surveillance côtière.
En 1952, en congé sans solde de l'Armée de l'air, il intègre comme pilote d'essais la société Dassault sous l'autorité du chef pilote d'essais Constantin Rozanoff. Il effectue le premier vol sur le Super-Mystère B2 en 1956. Il vole aussi sur Etendard VI, Mystère IV, Mystère II. En 1957, il quitte l'Armée de l'air et continue son activité au sein de Dassault en établissant le record de vitesse sur 100 km sur un Mirage III avec une moyenne de 1 753 km/h.
Devenu inapte médical pour la qualification de pilote d'essai en 1960, il continue de voler pour les liaisons pour le Centre d'essais en vol de Cazaux. Il a plus de temps pour pouvoir pratiquer ses deux loisirs préférés que sont la chasse et la pêche.
Gérard Muselli décède d'un accident cardiaque à 50 ans en 1970.

## Distinctions
- Croix de guerre 1939-1945
- Médaille de l'Aéronautique